# Ida Crouch-Hazlett
Pour les articles homonymes, voir Hazlett.
Ida Crouch-Hazlett, née Ida Estelle Crouch (v. 1870 - 1941), est une militante américaine socialiste, également active dans la défense des droits des femmes. En 1902, elle fut la première femme à se présenter aux élections législatives aux États-Unis, à partir du Colorado.

## Biographie

### Jeunesse
Ida Estelle Crouch, née vers 1870 à Chicago, Illinois, est la fille de deux professeurs. Elle a grandi à Monmouth, Illinois, où elle fréquente l'école primaire, avant de s'inscrire à Monticello Seminary à Godfrey, Illinois. Diplômée de l'École normale de l'état d'Illinois, qui plus tard deviendra l'Illinois State University, en 1888, elle poursuit en étudiant l'économie à l'université Stanford, à la Chicago School of Social Sciences pour finir sa formation de professeur à Bloomington. 
Ida Crouch se marie très tôt avec N. Hazlett, qui meurt peu de temps après.  
Après avoir obtenu son diplôme, elle se présente au conseil scolaire local sous l'égide du Parti de la prohibition. À la suite de cet essai infructueux, elle occupe plusieurs postes de professeur d'élocution en Illinois, au Colorado et au Wyoming, ce qui l'aide à renforcer ses propres aptitudes oratoires. 
En 1894, Ida se tourne vers le journalisme et travaille comme reporter dans divers journaux de Chicago, Denver, Leadville et St. Louis jusqu'en 1900. Pendant son séjour au Colorado, Ida est témoin de la lutte des classes entre mineurs et propriétaires de mines, ce qui influencera ses futures positions politiques. 

### Carrière politique
Ida Crouch-Hazlett fait une première incursion en politique en 1896 lorsqu'elle est nommée "organisatrice nationale" pour la National American Woman Suffrage Association (NAWSA). Elle était l'une des organisatrices professionnelles de l'association qui sillonnaient la Californie de long en large pendant la campagne électorale de 1896, rejoignant des piliers du mouvement tel que Susan B. Anthony, Carrie Chapman Catt et Anna Howard Shaw. Elle continue ainsi à faire des déplacements pour la NAWSA jusqu'en 1901, occupée à donner des conférences publiques pour soutenir et populariser la cause du droit de vote des femmes. 
Peu après le début du XXe siècle, Ida commence à comprendre que la lutte pour le socialisme est le composant central de la lutte des femmes en quête d'égalité des droits et décide d'inclure le socialisme dans ses idées politiques. En 1901, elle rejoint le Parti socialiste d'Amérique (SPA) naissant et devient l'une des majeures figures féminines du parti.
En 1902, Ida est la première candidate féminine du Colorado à se présenter à la Chambre des représentants sous l'égide socialiste. Après l'échec de la campagne de 1902, elle continue, cependant, à parfaire ses aptitudes oratoires en tant qu'organisatrice itinérante pour le parti socialiste. Ainsi, elle passe les deux années suivantes à donner des conférences et établir des organisations nationales ou locales pour le nouveau parti politique. Il en va de fait jusqu'en 1904.
Ida représente le parti socialiste du Colorado à la Convention nationale du parti socialiste de 1904 et le parti socialiste du Montana à celle de 1908. Après avoir été conférencière itinérante pour le parti socialiste, Ida Crouch-Hazlett s'établit en tant qu'organisatrice du parti socialiste du Montana, qui à l'époque, comptait 450 adhérents actifs dans 25 entités locales,. En décembre 1905, elle est nommée rédactrice du Montana News, le journal du parti socialiste du Montana. 
Début 1908, le parti socialiste du Montana est secoué par un important conflit interne, mettant le secrétaire d'état James D. Graham (en) et Crouch-Hazlett d'un côté et Lewis Duncan (en), futur maire de Butte de l'autre. Un comité d'audit dirigé par Duncan estime que les livres de comptes du parti sont mal tenus et demande le renvoi de Graham et Crouch-Hazlett. Accusés tous deux de détournement de fonds, ils ont été exclus du parti en 1909 et toutes les connexions avec le Montana News ont été coupées. 
En 1910, après la faillite du journal, Ida Estelle Crouch-Hazlett reprend ses activités d'organisatrice professionnelle du parti socialiste d'Amérique. Entre 1914 et 1916, elle consacre la majorité de son temps à organiser le parti dans le Sud des États-Unis. Elle déménage à Brooklyn, New York où elle se présente, en 1920, à l'Assemblée de l'État de New York dans le premier district de King's county sous l'étiquette socialiste.
Elle termine sa carrière comme organisatrice pour le parti socialiste en 1921. Pendant la dernière année en activité, elle est kidnappée au moins à une reprise par des membres de l'association American Legion qui l'emmènent sur des kilomètres avant de l'abandonner dans une région désertique. Cette expérience n'entame pas sa motivation et son engagement au sein du parti mais coïncide, néanmoins, avec la fin de ses activités d'organisatrice pour le parti socialiste.
Le nombre d'adhérents plonge au début des années 1920, si bien que le parti se voit dans l'obligation de réduire le nombre de fonctionnaires rémunérés pour redresser sa situation financière. C'est ainsi qu'Ida est obligée de trouver une autre source de revenus.
Elle se rend en Angleterre en s'étant entendu au préalable avec la militante syndicaliste Jessie Stephen pour faire taper ses écrits durant son séjour.

### Décès et leg
En 1925, Ida s'inscrit à l'Université de New York avec la ferme intention d'obtenir son doctorat. Elle meurt en mai 1941 à l'âge de 71 ans. Ses écrits et autres documents sont conservés à la Milwaukee County Historical Society (en)dans le cadre de la collection rassemblant les documents concernant le Parti Social-Démocrate.